# Gujranwala (quận)
Quận Gujranwala là một quận thuộc tỉnh Punjab, Pakistan. Quận có diện tích 3.662  km², dân số năm 1996 là 3.400.940 người với mật độ 939 người/km2. Thủ phủ là thành phố Gujranwala.